# Euporus crucifer
Euporus crucifer är en skalbaggsart som beskrevs av Schmidt 1922. Euporus crucifer ingår i släktet Euporus och familjen långhorningar.
Artens utbredningsområde är Angola. Inga underarter finns listade i Catalogue of Life.